# Euxestocis bicornutus
Euxestocis bicornutus es una especie de coleóptero de la familia Ciidae.

## Distribución geográfica
Habita en Japón.